# Deucalion levringii
Espèce
Synonymes
- Callithamnion levringii Lindauer, 1949[2]

Deucalion levringii est une espèce d’algues rouges de la famille des Wrangeliaceae.